# Matrice élémentaire
Une matrice est dite élémentaire lorsqu'elle est obtenue en appliquant une seule opération élémentaire sur les lignes de la matrice identité.
Les opérations élémentaires sur les lignes d'une matrice sont les suivantes :
- permuter deux lignes entre elles ;
- ajouter un multiple d'une ligne à une autre ligne ;
- multiplier une ligne par un scalaire non nul.

## Exemples
| Opération effectuée sur la matrice identité I3 | Matrice                                                             | type de matrice         |
| échanger lignes 1 et 2                         | {\displaystyle {\begin{pmatrix}0&1&0\\1&0&0\\0&0&1\\\end{pmatrix}}} | matrice de permutation  |
| multiplier ligne n°3 par 5                     | {\displaystyle {\begin{pmatrix}1&0&0\\0&1&0\\0&0&5\\\end{pmatrix}}} | matrice de dilatation   |
| ajouter 5×ligne n°2 à la ligne n°3             | {\displaystyle {\begin{pmatrix}1&0&0\\0&1&0\\0&5&1\\\end{pmatrix}}} | matrice de transvection |

## Propriétés
Un examen direct des trois types montre que toute matrice élémentaire est inversible et de transposée élémentaire.
Multiplier à gauche une matrice A par une matrice élémentaire résultant d'une opération élémentaire sur les lignes de la matrice identité revient à effectuer l'opération correspondante sur les lignes de A (on retrouve ainsi que toute matrice élémentaire est inversible : son inverse correspond à l'opération élémentaire inverse).
En notant M la matrice élémentaire associée à une certaine opération élémentaire sur les lignes, effectuer sur A l'opération élémentaire correspondante sur les colonnes revient à multiplier A à droite par la transposée de M.

## Remarque
Le premier type d'opérations élémentaires (permutation de deux lignes ou colonnes) est en fait superflu car il peut s'obtenir à partir des deux autres. En effet,
{\displaystyle {\begin{pmatrix}0&1\\1&0\end{pmatrix}}={\begin{pmatrix}1&0\\-1&1\end{pmatrix}}{\begin{pmatrix}-1&0\\0&1\end{pmatrix}}{\begin{pmatrix}1&-1\\0&1\end{pmatrix}}{\begin{pmatrix}1&0\\1&1\end{pmatrix}}.}